# Fanfan-la-Tulipe (film, 1925)
Pour les articles homonymes, voir Fanfan la Tulipe.
Pour plus de détails, voir Fiche technique et Distribution.
Fanfan-la-Tulipe est un film muet français réalisé par René Leprince et sorti en 1925. Sonorisé et redistribué en 1931.

## Fiche technique
- Titre original : Fanfan-la-Tulipe
- Titre international : Fan Fan the Tulip
- Réalisation : René Leprince
- Scénario : Pierre-Gilles Veber, d'après une histoire de Pierre-Gilles Veber
- Photographie : René Gaveau et Julien Ringel
- Production : Louis Nalpas
- Société de production[1] : Société des Cinéromans
- Société de distribution : Pathé Consortium Cinéma
- Budget : n/a
- Pays de production :  France
- Langue originale : muet, français
- Format[2] : Noir et blanc - 35 mm - 1,33:1 (Format natif du cinéma muet) - son muet
- Genre : aventures, cape et épée
- Durée : n/a
- Dates de sortie[3] :
  - France : 23 octobre 1925

## Distribution
- Aimé Simon-Girard : Fanfan la Tulipe
- Simone Vaudry : Perrette
- Jacques Guilhène : Louis XV
- Claude France : Mme de Pompadour
- Pierre de Guingand : Marquis d'Aurilly
- Renée Héribel : Mme Favart
- Paul Guidé : Chevalier de Lurbeck
- Alexandre Colas : Le maréchal de Saxe
- Jean Peyrière : M. Favart
- Paul Cervières : Fier-à-Bras
- Jean Demerçay : Duc de Cumberland
- Mario Nasthasio : Marquis d'Argenson